# عقدة الوتد
عقدة الوَتِد هي نوع قديم من العقد ، وتتكون من عقدين منفردتين متتاليتين  :283حول شيء.

## خطوات الربط

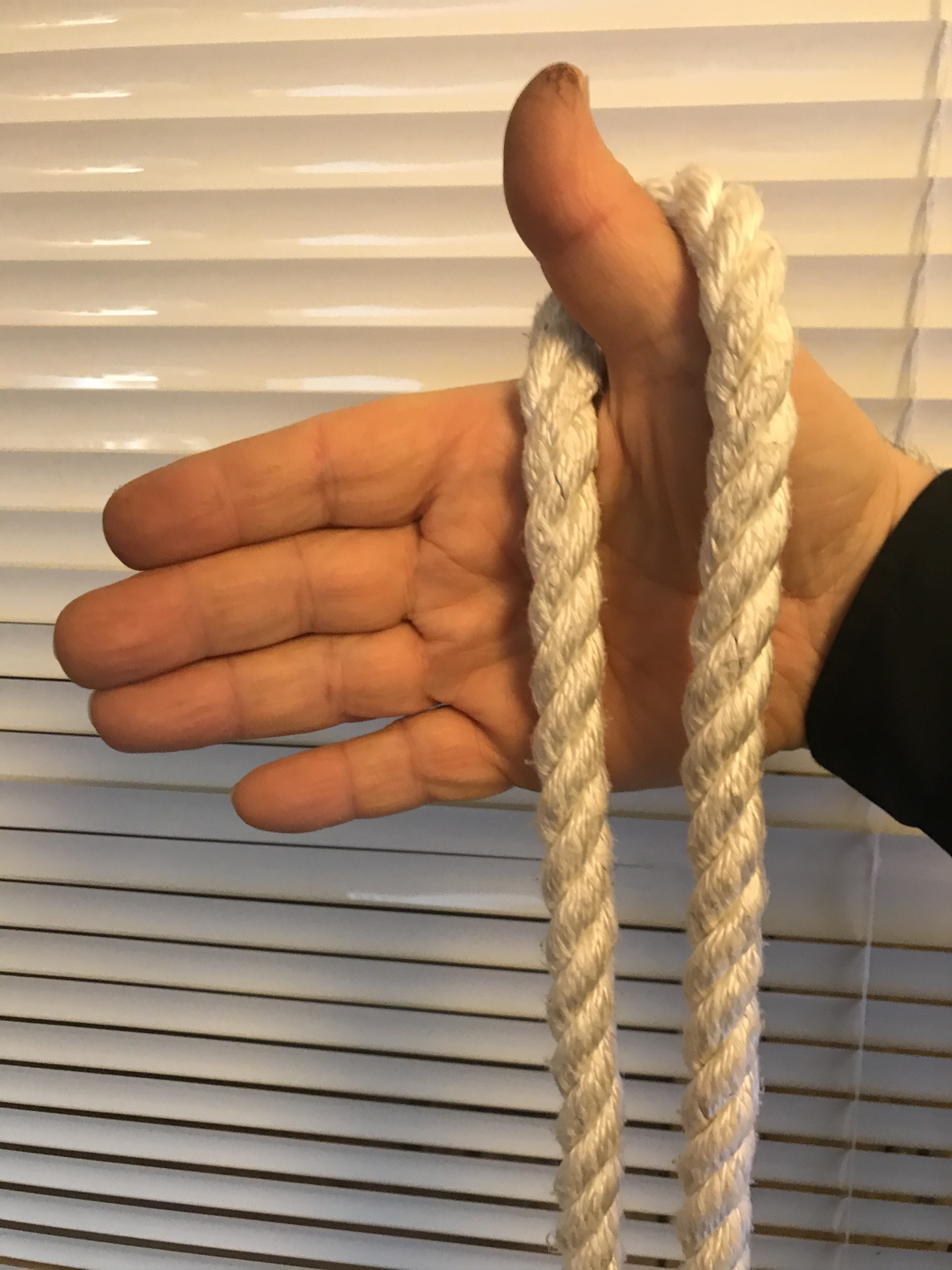
الأولى
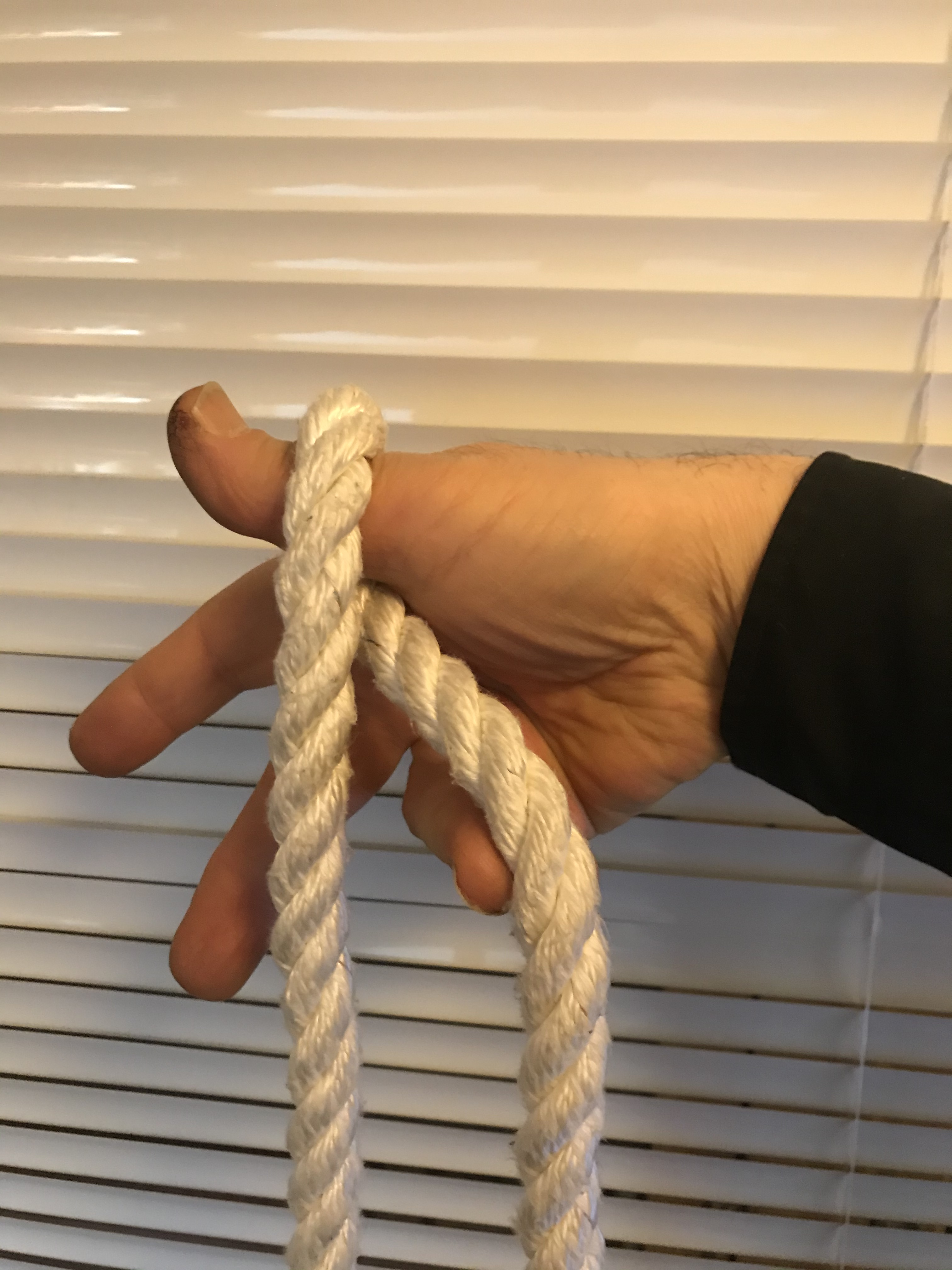
الثانية
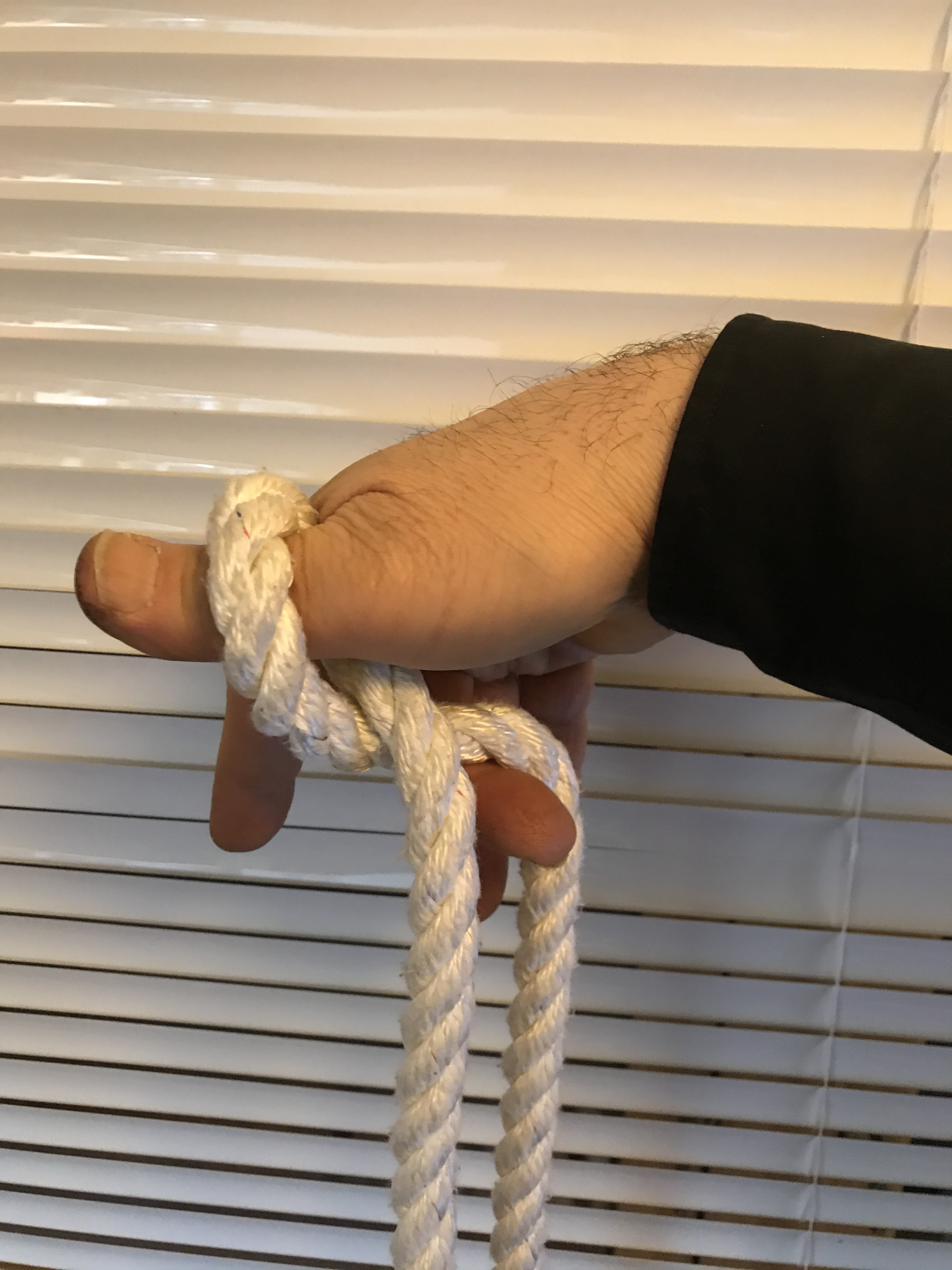
الثالثة
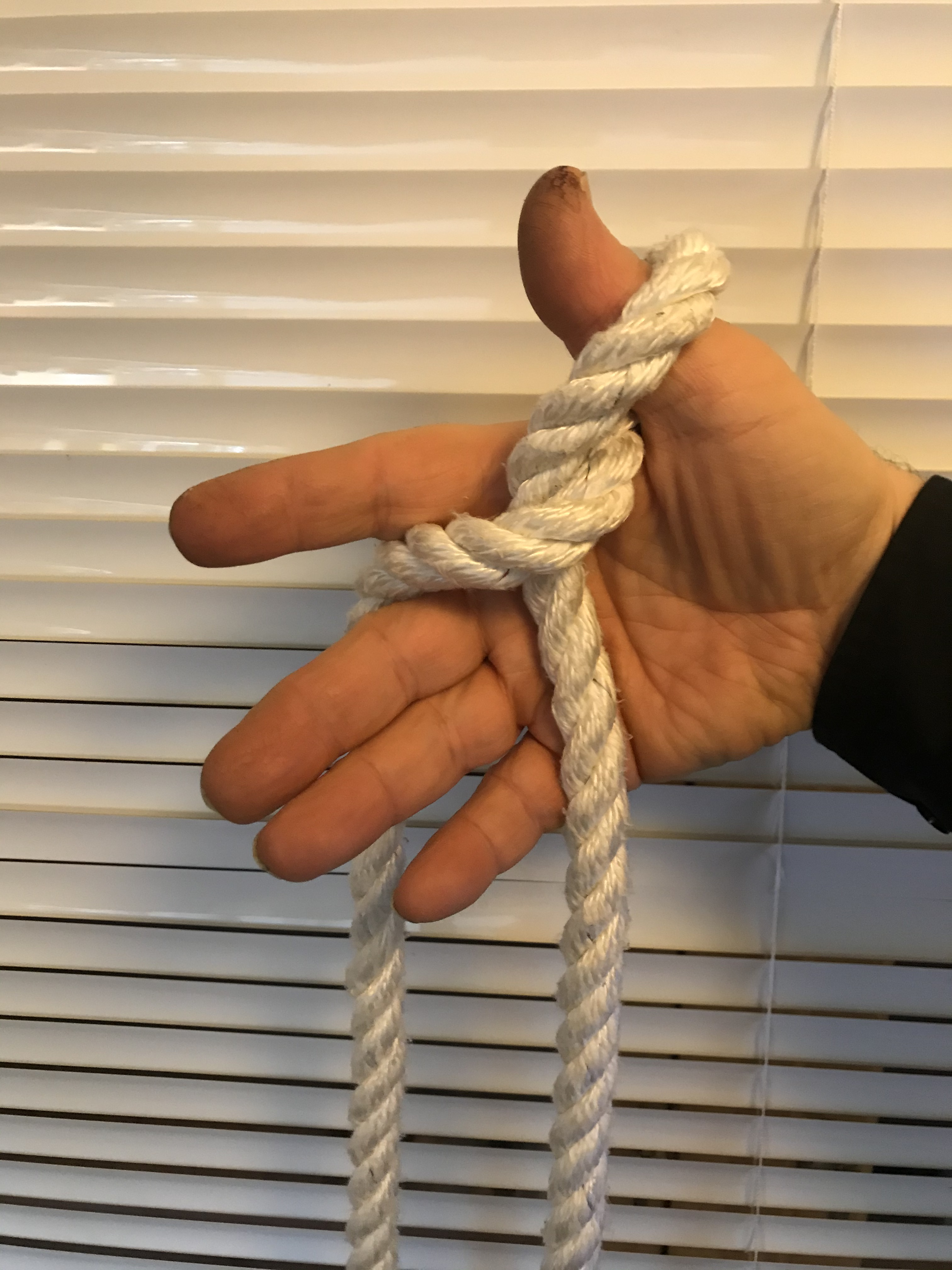
الرابع
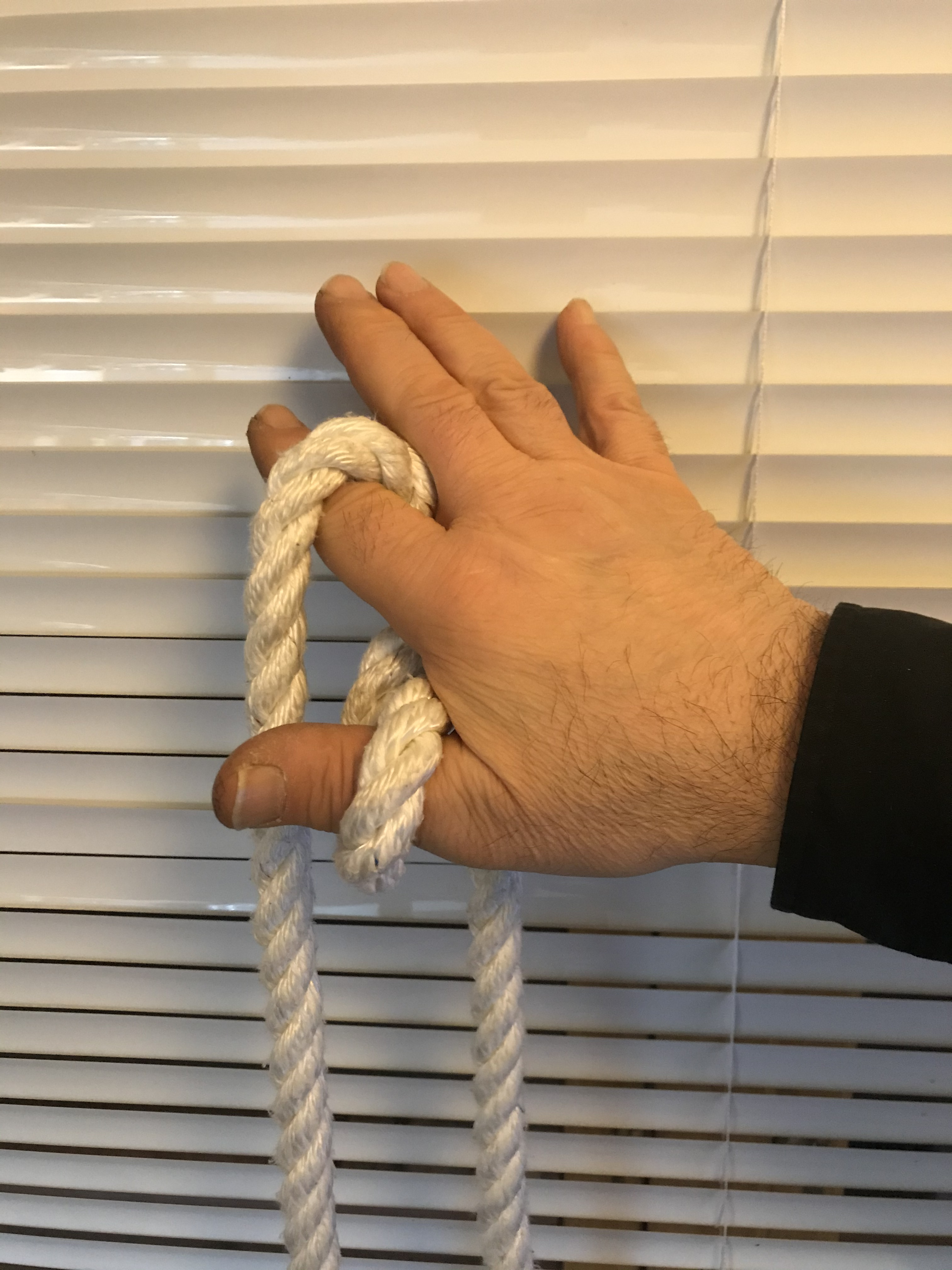
الخامسة
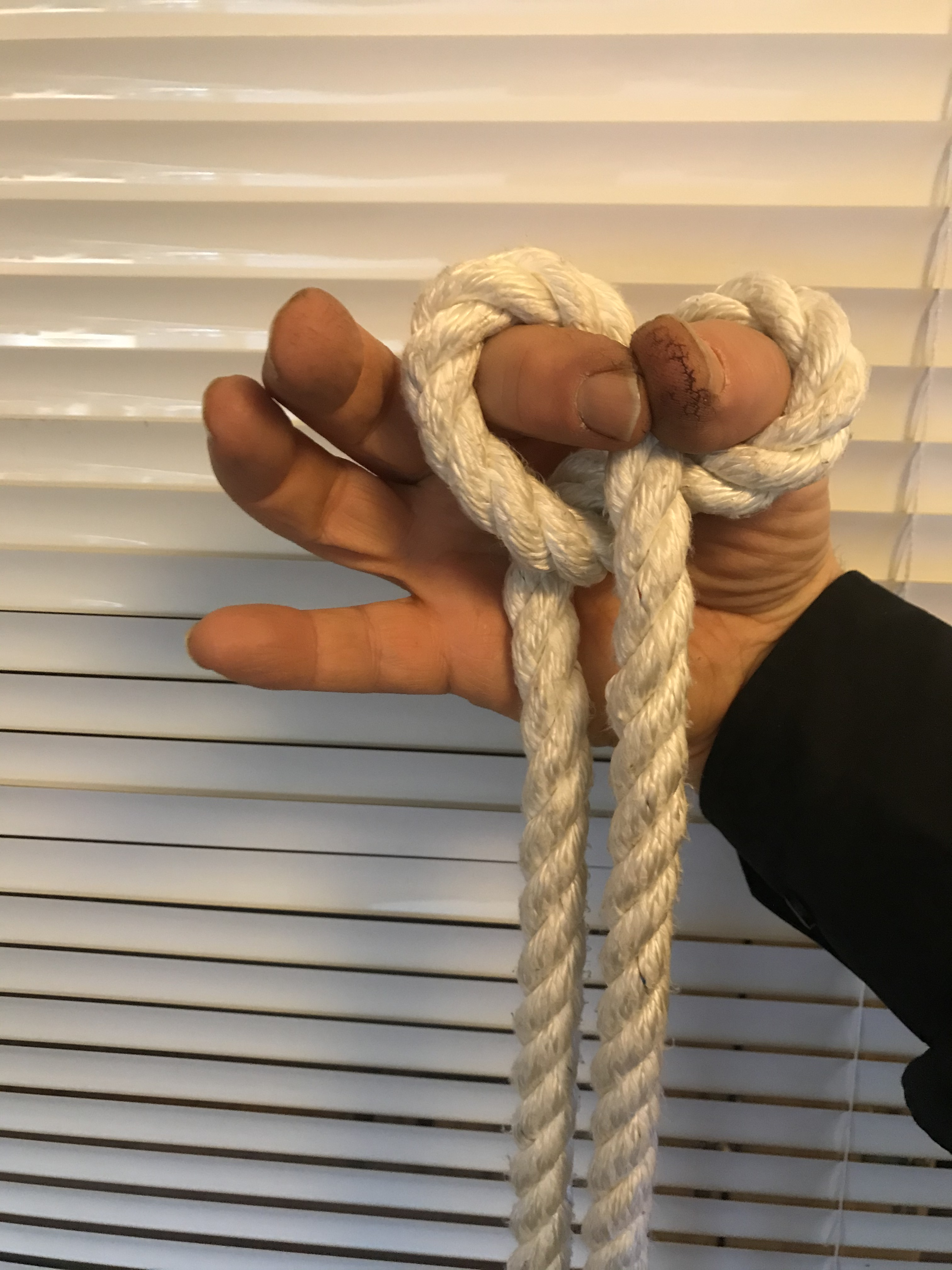
السادسة